# Brykcy Przerębski
Brykcy Przerębski herbu Nowina (ur. ok. 1538 roku – zm. ok. 1603 roku) – pisarz ziemski sieradzki w latach 1565–1601, poseł.
Pochodził z zasłużonej dla Sieradza rodziny. Przez wiele lat członkowie rodu pełnili urząd kasztelanów sieradzkich. Ojciec Stanisław i dziad Jan pełnili urząd kasztelana sieradzkiego. Bracia: Jakub i Stanisław (zm. 1603) także byli kasztelanami Sieradza.
Studiował w Lipsku w 1554 i 1555 roku. Był stronnikiem Jana Zamoyskiego. Z małżeństwa z Katarzyną Suchorzewską miał syna Krzysztofa.
Poseł województwa sieradzkiego i ziemi wieluńskiej na sejm 1569 roku, podpisał akt unii, poseł województwa sieradzkiego na sejm 1595 roku.